# Jouvea straminea
Jouvea straminea är en gräsart som beskrevs av Eugène Pierre Nicolas Fournier. Jouvea straminea ingår i släktet Jouvea och familjen gräs. Inga underarter finns listade i Catalogue of Life.